# ルドルフ・グンドラフ

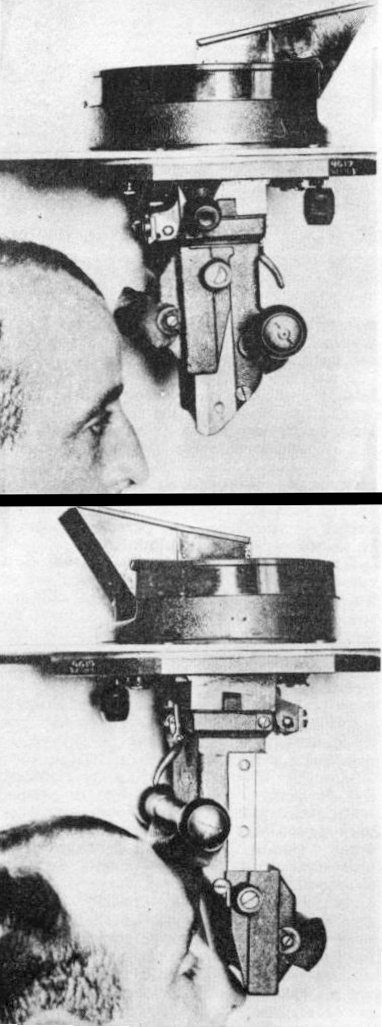
グンドラフ式ペリスコープ

ルドルフ・グンドラフ（Rudolf Gundlach、1894年 - 1957年）はポーランド人の技術者、発明家、戦車設計者。戦間期には、装甲部隊技術調査室(BBT Br.Panc.＝Biuro Badań Technicznych Broni Pancernych)の設計部長も務めた。
グンドラフの最も注目すべき発明および特許は、グンドラフ式戦車用ペリスコープで、このペリスコープは360度を観察可能であった。観察者（例えば戦車長）は席を動くことなく、ペリスコープ上部を回転させることで、前方も後方も見ることができた。
グンドラフ式ペリスコープは、ポーランドで生産されたTKS豆戦車や、7TP軽戦車・単砲塔型に採用された。さらに、イギリスでビッカース・タンク・ペリスコープMk.IVとしてライセンス生産され、第二次世界大戦中のほぼすべてのイギリス戦車に装着された。
さらにこのペリスコープは、イギリス戦車が供与されたソ連でコピー生産され、後期のT-34中戦車やT-70軽戦車、IS-2重戦車などに使われた。
また、グンドラフはWz.29装甲車の主任設計者を務め、7TP軽戦車や10TP試作快速戦車の開発でも監修を務めた。

## 参考資料
- Grzegorz Łukomski and Rafał E. Stolarski, Nie tylko Enigma... Mjr Rudolf Gundlach (1892-1957) i jego wynalazek (Not Only Enigma... Major Rudolf Gundlach (1892-1957) and His Invention), Warsaw-London, 1999.